# Katamari Damacy
Katamari Damacy (塊魂(hiragana: かたまり　だましい), Katamari Damashii, lit. "amontoado de almas") é um jogo em terceira pessoa quebra cabeça/ação desenvolvido e publicado pela Namco para o PlayStation 2. Lançado no Japão em Março de 2004, e na América do Norte em Setembro de 2004. O jogo foi resultado de um projeto da Namco Digital Hollywood Game Laboratory e foi desenvolvido com menos de 1 milhão de dólares. Na concepção de Katamari Damacy, o time de desenvolvimento liderado por Keita Takahashi visava manter três pontos chaves: novidade, fácil compreensão, e diversão. 
O enredo do jogo consiste em um minúsculo príncipe com a missão de reconstruir estrelas, constelações, e a Lua, que foram acidentalmente destruídas por seu pai, o King of All Cosmos. Isso deve ser alcançado rolando uma bola mágica, e muito aderente, chamada Katamari, através de vários locais, coletando objetos cada vez maiores, variando desde tachinhas, pessoas e montanhas até a que bola tenha crescido o suficiente para ser tornar uma estrela. A história, personagens e cenários são bizarros e muito estilizados, raramente experimentando qualquer semelhança com a realidade, embora marcas e itens usados no jogo serem objetos contemporâneos.
No geral, Katamari Damacy foi bem recebido no Japão e na América do Norte ganhando vários prêmios. Com o sucesso Katamari tornou-se uma franquia de jogos, e inspirou o desenvolvimento de vários outros. Em Dezembro de 2018, ganhou uma versão em HD, chamada Katamari Damacy Reroll, lançado para Microsoft Windows e Nintendo Switch.

## Sinopse
Bêbado, um excêntrico ser divino chamado de King of All Cosmos destrói todas as estrelas, a Lua e outros corpos celestes do Universo, com exceção da própria Terra. Apesar de reconhecer seu erro, King incumbe ao seu filho de 5 centímetros de altura, chamado Prince, para ir a Terra com uma "katamari" uma bola mágica que permite que qualquer coisa menor que ela mesma cole em si fazendo com que ela cresça - e colete material o suficiente para ele recriar as estrelas e a Lua. Prince completa sua missão, e o Universo retorna ao normal.
Uma historia secundária acompanha uma família chamada Hoshino, enquanto Prince executa sua tarefa. O pai da família Hoshino, um astronauta, fica incapacitado de ir a Lua já que a mesma foi apagada por King, enquanto a filha cujo nome é Michiru, consegue literalmente sentir quando cada constelação retorna aos céus. No final, toda a família, com sua casa e cidade, são rolados para a katamari usada para refazer a Lua.

## Jogabilidade
A jogabilidade é simples, o jogador controla o pequeno príncipe enquanto ele rola a Katamari. O jogador pode reconstruir isto girando uma bola mágica e muito adesiva, chamada Katamari em vários locais, coletando alguns objetos, subindo lombas, materiais escolares etc. A bola cresce quando o jogador pega tais itens, e dependendo do tamanho ela poderá se transformar em estrela ou constelação. Em algumas fases do jogo, o jogador precisa fazer a bola com 15m, 25m, 45m. O jogador pode também andar sobre a água para procurar itens.